# Isla Ancla
La isla Ancla (en inglés: Anchor Island) es una de las Islas Malvinas. Se encuentra sobre el canal Águila, entre la isla Soledad y la isla Águila (más próxima a esta última).